# ゲオルギ・ミラノフ
ゲオルギ・ヴェントシスラヴォフ・ミラノフ（ブルガリア語: Георги Венциславов Миланов, 英語: Georgi Ventsislavov Milanov, 1992年2月19日 - ）は、ブルガリア・レスキフ出身のサッカー選手。ブルガリア代表。MOL ヴィディFC所属。ポジションはMF。
サッカー選手のイリヤ・ミラノフとは双子である。

## 経歴
ブルガリアのリテックス・ロヴェチのユースチームでキャリアをスタートさせ、2009年にトップチーム昇格した。2013年7月5日、ロシアのPFC CSKAモスクワに5年契約で移籍した。
2016年2月16日、グラスホッパー・クラブ・チューリッヒにレンタル移籍した。
2018年9月3日、ハンガリーのMOL ヴィディFCに移籍した。

## 代表歴
ブルガリア代表として各年代で招集されており、2011年11月7日、ウクライナ代表戦でA代表デビューを果たした。2012年9月7日、2014 FIFAワールドカップ・ヨーロッパ予選のイタリア代表戦で初ゴールを記録した。

## 所属クラブ
- リテックス・ロヴェチ 2009-2013
- PFC CSKAモスクワ 2013-2018
  -  グラスホッパー・クラブ・チューリッヒ 2016
- MOL ヴィディFC 2018-

## 個人成績

### 代表での成績
| #  | 日時         | 場所     | 対戦相手   | スコア | 最終結果 | 大会                                             |
| -- | ------------ | -------- | ---------- | ------ | -------- | ------------------------------------------------ |
| 1. | 2012年9月7日 | ソフィア | イタリア   | 2–2    | 2–2      | 2014 FIFAワールドカップ・ヨーロッパ予選グループB |
| 2. | 2014年3月5日 | ソフィア | ベラルーシ | 1–0    | 2–1      | 親善試合                                         |

## タイトル

### クラブ
PFC CSKAソフィア
- ブルガリアプロサッカーリーグ (2): 2009–10, 2010–11
- ブルガリア・スーパーカップ (1): 2010

 PFC CSKAモスクワ
- ロシアサッカー・プレミアリーグ (2): 2013-14, 2015-16
- ロシア・スーパーカップ (2): 2013, 2014

### 個人
- ブルガリア年間最優秀選手 : 2012[2]